# Equus ovodovi
Equus ovodovi або Кінь Оводова — вимерлий вид коневих, відомий з пізнього плейстоцену та голоцену Північної та Східної Азії (Над'обське плато, Гірський Алтай, Кузнецький Алатау) і північному сході Китаю. 
Радіовуглецеве датування, проведене по кістках, дало дати в інтервалі від 45 до 23 тис. років тому. 
До вимирання виду, найімовірніше, призвело до погіршення погодних умов — похолодання, що почалося.
Вперше E. ovodovi описав у 2009 році палеонтолог М. Д. Оводов, на честь якого  вид найменовано.

## Опис
E. ovodovi був трохи більшим за кулана, 

особина з печери Проскурякова мала вагу приблизно 196,5 кг. 

E. ovodovi можна відрізнити від диких віслюків за більшими та міцнішими кістками кінцівок. 

E. ovodovi — вимерлий вид некабалоїдного 
 
коня Північної Євразії пізнього плейстоцену 
, 
який був «коротконогим, маленьким і не таким граціозним, як звичайні коні» 
. 
E. ovodovi не є спорідненою формою нині живих некабалоїдних коней 
. 
Вважалося, що E. ovodovi відноситься до окремої монофілетичної групи коней, близьких до куланів (підрід Hemionus) та віслюкам (підрід Asinus) як морфологічно, так і генетично 
. 
Дослідження, проведені за допомогою філогенетичної реконструкції на основі мітогеномних даних, показали, що E. ovodovi філогенетично близький до підроду зебри (Hippotigris) 
.
Знайдені кісткові залишки E. ovodovi датуються каргінським інтерстадіалом (58 — 24 тис. років тому), найпізніші знахідки з радіовуглецевого датування мали вік не пізніше 23 тис. років тому 
. 
Вважається, що до вимирання виду, найімовірніше, призвело похолодання, що почалося 
. 
Радіовуглецеве датування, проведене по кістках E. ovodovi, дає інтервал від 45 до 23 тис. років тому 
. 
Вважається, що E. ovodovi мешкав на території Західного Сибіру до другої половини пізнього плейстоцену (24 тис. років тому) 
. 
Проведені генетичні дослідження китайських вчених відсунули час вимирання E. ovodovi до кінця пізнього плейстоцену — 12,8 тис. років тому і розширили ареал до північного сходу Китаю 
.
Вперше E. ovodovi, за матеріалами з грота Проскурякова (Хакасія), описав у 2009 році палеонтолог М. Д. Оводов 
, 
на честь якого він пізніше отримав свою назву 
. 
E. ovodovi виділено в новий вид завдяки генетичному аналізу 
.

## Ареал
Ареал E. ovodovi охоплював південний схід Західного Сибіру (пізній плейстоцен) і північний схід Китаю (ранній голоцен) 
, 
E. ovodovi полюбляв степові ландшафти і був дуже теплолюбний 
. 
Кісткові залишки E. ovodovi відомі з місцезнаходжень, розташованих південніше 56 паралелі 
, 
на території Над'обського плато, Гірського Алтаю та Кузнецького Алатау 
. 
Пізніше ареал розширився до північного сходу Китаю 
. 
Східна межа проживання E. ovodovi обмежена річкою Єнісей, достовірних відомостей про знахідки залишків на захід від Над'обського плато не зафіксовано. 
Більшість знахідок кісток зроблено з місцезнаходжень Над'обського плато 
. 
Кісткові залишки знайдено в Денисовій печері, Камінній печері, печері Логово Гієни, печері Окладникова, Страшній печері, Чагирській печері, гроті Проскурякова, на місцезнаходженнях Тараданове, Чик і Чумиш, а також у низці інших печер і місць. 

Точні межі ареалу E. ovodovi мало вивчені 
.
Н. О. Пластеєва і С. К. Васильєв пишуть, що за результатами аналізу місцезнаходжень з кістковими залишками, популяція E. ovodovi була найчисленнішою в степових ландшафтах Алтаю, але вона також проникала і на територію Над'обського плато, доходячи аж до широт Новосибірська. 
Велика кількість знахідок кісткових залишків при цьому зменшується з півдня на північ 
.

## Екологія
Ізотопний аналіз зразків із голоцену Китаю свідчить про те, що E. ovodovi харчувався головним чином рослинами C4. 

## Еволюція і вимирання
Вважається, що E. ovodovi був останнім вцілілим представником підроду Sussemionus, який вперше з’явився в Північній Америці понад 2 мільйони років тому, а раніше був присутній у всій Афро-Євразії. 

Деякі пізніші дослідження поставили під сумнів його зв'язок з підродом Sussemionus. 

Відомі останки, що охоплюють південь Західного Сибіру до Північного Китаю, причому наймолодші останки датуються приблизно 3900 і 3400 роками тому (~1900 і 1400 до н. е.) у Монголії та Північному Китаї, відповідно. 
 
Генетичні дані свідчать про те, що він був ближче до зебр і віслюків, ніж до коней. 
Початковий генетичний аналіз, заснований на мітохондріальній ДНК, виявив точний зв’язок невизначеним, але аналіз повного ядерного геному свідчить про те, що зебри та віслюки тісніше споріднені між собою, ніж з E. ovodovi, хоча існував потік генів до лінії E. ovodovi як від останнього спільного предка зебр і віслюків, так і від останнього спільного предка зебр, а також потік генів від лінії E. ovodovi з останнім спільним предком віслюків. 

Кладограма за Cai et al. 2022:
|  | †Equus ovodovi                                                           |
|  |                                                                          |
|  | \| \| Subgenus Asinus \| \| \| \| \| \| Subgenus Hippotigris \| \| \| \| |
|  |                                                                          |
|  | Subgenus Asinus                                                          |
|  |                                                                          |
|  | Subgenus Hippotigris                                                     |
|  |                                                                          |

|  | Subgenus Asinus      |
|  |                      |
|  | Subgenus Hippotigris |
|  |                      |

|  | †Equus ovodovi                                                           |
|  |                                                                          |
|  | \| \| Subgenus Asinus \| \| \| \| \| \| Subgenus Hippotigris \| \| \| \| |
|  |                                                                          |
|  | Subgenus Asinus                                                          |
|  |                                                                          |
|  | Subgenus Hippotigris                                                     |
|  |                                                                          |

|  | Subgenus Asinus      |
|  |                      |
|  | Subgenus Hippotigris |
|  |                      |

Його генетичне різноманіття поступово знизилося до дуже низьких рівнів протягом пізнього плейстоцену та голоцену до його вимирання. 